# Panorpa obscura
Panorpa obscura är en näbbsländeart som beskrevs av Tsutome Miyake 1910. 
Panorpa obscura ingår i släktet Panorpa och familjen skorpionsländor. Inga underarter finns listade i Catalogue of Life.